# الخضرة (العرش)

تعديل مصدري - تعديل

الخضرة هي إحدى قرى عزلة العرش بمديرية العرش التابعة لمحافظة البيضاء، بلغ تعداد سكانها 239 نسمة حسب تعداد اليمن لعام 2004.